# عيد الحب اليهودي
طو بآب (بالعبرية: ט"ו באב) (الخامس عشر من شهر آب ) يعتبر في اليهودية على أنه وقت يتميز بالمصالحة والتراحم والراحة بين شعب إسرائيل. يصف في المشناه في زمن العصور القديمة بصفته اليوم الذي ارتدت به بنات القدس ملابس بيضاء مستعارة، حتى لا تحرج أولئك الذين ليس لديهم ثياب، ويخرجن للرقص في الكروم للعثور وساطة زواج. هذا التاريخ بارز بشكل خاص بكونه عيدا سعيدا كما نفهم من الآية : «لم تكن هناك أيام جيدة لإسرائيل مثل يوم الخامس عشر من آب ويوم الغفران» (الجزء د -المشناة ح). سرد الحكماء أسبابًا تاريخية مختلفة لهذا العيد، وكان بعض العلماء اقترحوا أسبابًا تتعلق بنمط الحياة الزراعية في تلك الأيام. طوال سنوات الشتات اليهودي تم الحفاظ عليه في الشريعة يخصّص للتكثيف من تدراس التوراة.

## يوم الحب والراحة
طرحت تفسيرات مختلفة حول القاسم المشترك لستة أحداث ذكرها الحكماؤ اليهود. يشير البعض أنها جميعًا تربط الحب ووتوحّد إسرائيل، وبالتالي تشكل تعديلاً ليوم التاسع من آب(ذكرى هراب الهيكل)، حيث يعتقد اليهود بأن تدمير الهيكل سببه الكراهية التي لا أساس لها . وفي تفسير آخر يرى بأن جميع الأحداث تعبر عن الراحة والرحمة وجاءت تصحيحًا للموقف الصعب. يتميز يوم الحبّ بوقوعه في في ليلة اكتمال القمر (كما هو الحال في ليلة النصف من الشهر القمري)، الفرح الكبير في ملء القمر الأبيض ويرمز طو بآب لذروة الصعود والعلوّ ما بعد الحزن والانحدار الكبير للأيام بين الخروج من مصر وخراب الهيكل .
وكان من اعتبر بأن طو بآب مهرجان زراعي القديم. عزا يعقوب بريل، في القرن ال19 العطلة لانتهاء موسم الحصاد ويرى نتنئيل الينسون بأن يوم طو بآب عيد الخمور  . عزا افرايم وحنا هروبيني العطلة إلى بداية ازدهار النخل ونضج الزيتون. وفقا لهم، كروم العنب في شيلو(أراض شرق رم الله ووعلى ذات الأرض أقيمت مستوطنة سياحية دينية في الضفة الغربية) مليئة كروم الزيتون وليست كروم العنب، لأنها أكثر ملاءمة لطقس كمين الاختطاف. لاحظا كذلك بأن زمن الخامس عشر من آب هو من المناسب أن يكون عيدًا بسبب راحة من الأعمال الزراعية بين الحصاد وموسم الحصاد، والحصاد وموسم الحرث. 

### يوم محتمل لبناء الهيكل المستقبلي
تتحدث المشناه بأن طو بآب يعتد بأدلة على بركة هذا اليوم من الكتاب المقدس، فاليوم مذكور في سفر نشيد الإنشاد، يوضح أحد المفسرين بأن التعاليم تعني ضمناً أن الهيكل الثالث سيبنى في طو بآب. نظرًا لأن حدث تدميرالهيكل بفترات مختلفة في الماضي، حدث في التاسع من آب وما تبعه، تم جاءت الإصلاحات في الخامس عشر من آب، ولذلك سيتم بناء الهيكل الذي تم تدميره في التاسع من آب بني في الخامس عشر من آب. 

## طقوس العيد
خلال زمن المشكان والمعبد، كان من المعتاد في هذا اليوم أن كل من لم يكن متزوجًا، يذهب للبحث عن زوجة في عروض رقصات بنات إسرائيل في كروم العنب. من المعتاد اليوم صلاة التوفيق والوساطة للزواج في هذا اليوم   .

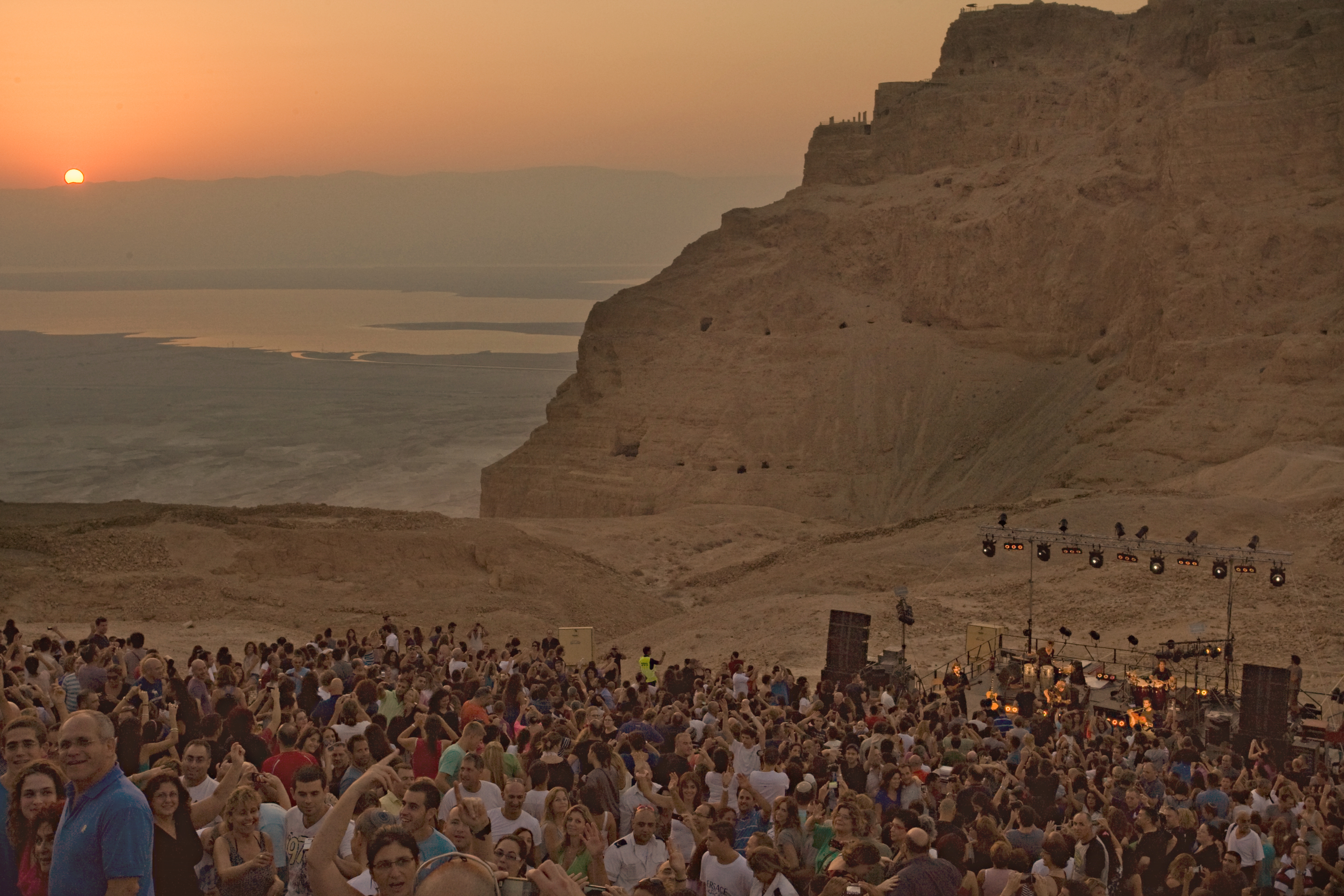
مهرجان "ليالي الحب" ، الذي يقام في جبل مسعدة كل عام على شرف طو بآب

في إسرائيل، بعد إقامة الدولة، يتم الاحتفال به بطرق مختلفة وفقًا لنوع الجمهور، ويعتبره لبعض على أنه نسخة إسرائيلية من عيد الحب (عيد الحب العالمي). يشهد هذا العيد في المجتمع الديني عقد العديد من الأحداث الفردية وحفلات الزفاف . في أوساط الجمهور العلماني، طقوسه بدأت في عام 1978، في ليلة تسمى ليلة الحب تقام فيها عروض غنائية على أحد شواطئ طبريا بحضور جمهور كبير من المحتفلين  .